# Сергей Москалков
Сергей Борисович Москалков е руски оперен певец, баритон, художествен ръководител на театъра „Руска опера“.

## Биография
Роден е на 28 юли 1970 г. в Челябинск. Дядо му е Б. А. Москалков, лауреат на Сталинска награда.
Сергей завършва музикалния колеж в Челябинск в класа по тромпет. Неуспешно се опитва да се запише в театрални училища, след което отбива военната си служба във въоръжените сили на СССР, където свири в Московския образцов оркестър на Министерството на вътрешните работи на СССР.
През 1995 г. завършва отдела за музикален театър в ГИТИС и завършва семинара на Матвей Ошеровски.
Учи две години в Центъра за оперно пеене на Галина Вишневска. През 1994 г. завършва стаж в театър „Новая опера“ при Евгений Колобов. Той също така репетира с Бернд Вайкъл и Ренато Брузон.
От 1995 до 2001 г. е водещ солист на музикалния театър „Хеликон Опера“, с който гастролира във Франция, Испания, Австрия, Израел и Ливан.
През 2001 – 2002 г. като гост-солист гастролира с Татарския академичен оперен и балетен театър „Муса Джалил“ в Холандия, Белгия, Дания и Великобритания.
През 2003 – 2005 г. е гост-солист на Болшой театър. От 2006 г. е солист на Театрално-културния център „Руски патрон“. Бил е гост-солист на Болшой театър на Беларус.
Бил е художествен ръководител и солист на Руския оперен театър, който създава заедно със съпругата си със средства от А. Ю. Биков и М. И. Чепел.
Сътрудничи с Държавната академична симфонична капела на Русия под диригентството на Валерий Полянски и с Държавния симфоничен оркестър „Нова Русия“ под диригентството на Юрий Башмет.

## Политическа дейнот
Подкрепя нахлуването на Русия в Украйна и призовава за лишаване от заплати на руски културни работници, които не го подкрепят. Редовно пътува до Донбас за концерти.
Той управлява акаунт в „Телеграм“, където публикува политически песни, като например ария с искане за затваряне на Елцин център и ария, озаглавена „Ахмат сила!“, посветена на руското превземане на Лисичанск, и песента „Донбаская варшавянка“ с припева „Удар по центровете за вземане на решения! Вие обещахте, вие ни дадохте думата си“. Изданието „Аргументи на седмицата“ нарича Москалков „гласът на Специалната военна операция“.